# Sclerophrys arabica
Sclerophrys arabica är en groddjursart som beskrevs av Lucas Friedrich Julius Dominikus von Heyden 1827. Sclerophrys arabica ingår i släktet Sclerophrys, och familjen paddor (Bufonidae).
Den har påträffats i Oman, Saudiarabien, Förenade arabemiraten och Jemen. Dess naturliga livsmiljö är tropiska och subtropiska busklandskap, åar, åar som tidvis torkar ut, sötvattenkällor, trädgårdar på landet, städer, dammar och bevattnad mark. Arten lever i låglandet och i bergstakter upp till 2000 meter över havet.
Äggläggningen sker i vattendrag med långsamt flöde och i vattenpölar som blir kvar en längre tid.
I största delen av utbredningsområdet sker inga landskapsförändringar. IUCN listar arten som livskraftig (LC).